# Красная гвардия (Италия)
Красная гвардия (итал. Guardie rosse) — вооружённые отряды итальянских рабочих, состоявших из анархо-синдикалистов и коммунистов. Наибольших успехов добились в 1920-е годы, так называемые «красные годы» (1919—1920 гг., ознаменованные подъемом рабочего движения, массовыми забастовками, оккупацией заводов и рабочим самоуправлением на них).
Также формировалась в Баварии, Венгрии, Дании, России, Германии, Финляндии и других странах с развитым рабочим движением.